# Lancer du javelot féminin aux championnats du monde d'athlétisme 2015
Navigation
Moscou 2013 Londres 2017
L'épreuve du lancer du javelot féminin des championnats du monde de 2015 s'est déroulée les 28 et 29 août 2015 dans le Stade national, le stade olympique de Pékin. Elle est remportée par l'Allemande Katharina Molitor.

## Médaillés
| Or                | Argent    | Bronze          |
| Katharina Molitor | Lü Huihui | Sunette Viljoen |

## Résultats

### Finale
La finale a commencé à 18h45
| Rang               | Athlète              | Pays           | Essais | Essais | Essais | Essais | Essais | Essais | Marque | Notes |
| Rang               | Athlète              | Pays           | 1      | 2      | 3      | 4      | 5      | 6      | Marque | Notes |
| ------------------ | -------------------- | -------------- | ------ | ------ | ------ | ------ | ------ | ------ | ------ | ----- |
| Médaille d'or      | Katharina Molitor    | Allemagne      | 60.84  | 61.37  | 64.74  | 61.86  | 62.13  | 67.69  | 67.69  | WL    |
| Médaille d'argent  | Lü Huihui            | Chine          | 63.80  | x      | 64.72  | 59.65  | 66.13  | 63.72  | 66.13  | AR    |
| Médaille de bronze | Sunette Viljoen      | Afrique du Sud | 60.18  | 63.09  | 62.93  | 65.79  | 62.11  | 60.11  | 65.79  |       |
| 4                  | Christina Obergföll  | Allemagne      | x      | 61.04  | 64.61  | x      | 62.51  | x      | 64.61  | SB    |
| 5                  | Li Lingwei           | Chine          | 64.10  | 62.56  | 61.94  | x      | 62.87  | x      | 64.10  |       |
| 6                  | Christin Hussong     | Allemagne      | x      | 59.98  | 62.94  | 62.98  | x      | x      | 62.98  |       |
| 7                  | Sinta Ozoliņa-Kovala | Lettonie       | 62.20  | 60.56  | x      | 58.88  | x      | x      | 62.20  |       |
| 8                  | Kara Winger          | États-Unis     | 58.55  | 60.63  | 60.88  | 59.34  | 59.28  | x      | 60.88  |       |
| 9                  | Barbora Špotáková    | Tchéquie       | x      | 59.54  | 60.08  |        |        |        | 60.08  |       |
| 10                 | Linda Stahl          | Allemagne      | 58.82  | 59.69  | 59.88  |        |        |        | 59.88  |       |
| 11                 | Elizabeth Gleadle    | Canada         | 59.78  | 59.82  | x      |        |        |        | 59.82  |       |
| 12                 | Brittany Borman      | États-Unis     | 57.96  | 58.26  | 57.86  |        |        |        | 58.26  |       |

### Qualification
Qualification : 63,50 m (Q) ou les 12 meilleurs lancers (q).
| Rang | Groupe | Nom                   | Nationalité    | #1    | #2    | #3    | Marque | Notes |
| ---- | ------ | --------------------- | -------------- | ----- | ----- | ----- | ------ | ----- |
| 1    | B      | Christin Hussong      | Allemagne      | 60.27 | 61.00 | 65.92 | 65.92  | Q, PB |
| 2    | B      | Li Lingwei            | Chine          | 65.07 |       |       | 65.07  | Q, SB |
| 3    | B      | Barbora Špotáková     | Tchéquie       | 60.62 | 65.02 |       | 65.02  | Q     |
| 4    | A      | Brittany Borman       | États-Unis     | 58.24 | x     | 64.22 | 64.22  | Q     |
| 5    | A      | Christina Obergföll   | Allemagne      | x     | x     | 64.10 | 64.10  | Q     |
| 6    | B      | Elizabeth Gleadle     | Canada         | 64.02 |       |       | 64.02  | Q     |
| 7    | A      | Sunette Viljoen       | Afrique du Sud | 63.93 |       |       | 63.93  | Q     |
| 8    | B      | Linda Stahl           | Allemagne      | 62.12 | 61.21 | 63.52 | 63.52  | Q     |
| 9    | A      | Katharina Molitor     | Allemagne      | 60.64 | 59.90 | 63.23 | 63.23  | q     |
| 10   | A      | Lü Huihui             | Chine          | 59.66 | 63.15 | –     | 63.15  | q     |
| 11   | B      | Sinta Ozoliņa-Kovala  | Lettonie       | 62.81 | x     | x     | 62.81  | q, SB |
| 12   | B      | Kara Winger           | États-Unis     | 61.59 | 62.21 | 59.18 | 62.21  | q     |
| 13   | A      | Madara Palameika      | Lettonie       | 59.78 | x     | 62.17 | 62.17  |       |
| 14   | A      | Zhang Li              | Chine          | 61.29 | 61.80 | 56.23 | 61.80  | SB    |
| 15   | A      | Hanna Hatsko-Fedusova | Ukraine        | 59.25 | 61.41 | x     | 61.41  | SB    |
| 16   | B      | Marharyta Dorozhon    | Israël         | 61.04 | 59.79 | 60.63 | 61.04  |       |
| 17   | B      | Kathryn Mitchell      | Australie      | 61.04 | x     | x     | 61.04  |       |
| 18   | B      | Yulenmis Aguilar      | Cuba           | 60.52 | 59.05 | 58.04 | 60.52  |       |
| 19   | A      | Yuki Ebihara          | Japon          | 53.67 | 57.56 | 60.30 | 60.30  |       |
| 20   | A      | Kelsey-Lee Roberts    | Australie      | 60.18 | 58.03 | 49.78 | 60.18  |       |
| 21   | A      | Tatsiana Khaladovich  | Biélorussie    | x     | 55.67 | 60.07 | 60.07  |       |
| 22   | B      | Kimberley Mickle      | Australie      | x     | 59.83 | x     | 59.83  |       |
| 23   | A      | Martina Ratej         | Slovénie       | 57.13 | 59.76 | x     | 59.76  |       |
| 24   | A      | Vira Rebryk           | Russie         | 59.67 | x     | 59.35 | 59.67  |       |
| 25   | A      | Jucilene de Lima      | Brésil         | 59.38 | 59.49 | 51.18 | 59.49  |       |
| 26   | A      | Goldie Sayers         | Royaume-Uni    | 58.28 | 58.11 | x     | 58.28  |       |
| 27   | B      | Flor Ruiz             | Colombie       | x     | 56.70 | 57.25 | 57.25  |       |
| 28   | B      | Maria Andrejczyk      | Pologne        | 52.86 | 53.44 | 56.75 | 56.75  |       |
| 29   | B      | Ásdís Hjálmsdóttir    | Islande        | 56.72 | x     | x     | 56.72  |       |
| 30   | B      | Maria Abakumova       | Russie         | 56.08 | 55.69 | x     | 56.08  |       |
| 31   | A      | Sanni Utriainen       | Finlande       | 54.57 | 55.56 | x     | 55.56  |       |
| 32   | B      | Kateryna Derun        | Ukraine        | x     | 53.49 | x     | 53.49  |       |

## Légende
Records et Performances
- AR : Record continental (area record)
- CR : Record des championnats (championship record)
- MR : Record du meeting (meet record)
- NR : Record national (national record)
- OR : Record olympique (olympic record)
- PR : Record paralympique (paralympic record)
- PB : Record personnel (personal best)
- SB : Meilleure performance personnelle de la saison (season's best)
- WL : Meilleure performance mondiale de l'année (world leader)
- WJR : Record du monde junior (world junior record)
- WR : Record du monde (world record)

Circonstances et Conditions
- DNF : N'a pas terminé (did not finish)
- DNS : N'a pas pris le départ (did not start)
- DQ : Disqualification (disqualification)
- NM : Aucun essai valable enregistré (No Mark)
- Q : Qualifié « directement » au prochain tour (ou à la prochaine compétition), lors d'une compétition majeure, grâce au classement ou à la réalisation des minima (automatic qualifier)
- q : Qualifié au prochain tour (ou à la prochaine compétition), lors d'une compétition majeure, grâce au repêchage ou à la réalisation de l'une des meilleures performances parmi celles des « non qualifiés directement » (grâce au meilleur temps ou à la meilleure distance par exemple) (secondary qualifier)